# Тёмный романтизм
Тёмный романти́зм (нем. Schwarze Romantik) — выделяемое некоторыми литературоведами (например, Марио Працем) направление романтизма, соответствующее готици́зму в широком смысле слова. Во французском языке взамен используется термин френетизм (romantisme frénétique).
К тёмному романтизму относят произведения Людвига Тика («Белокурый Экберт», «Руненберг»), Э. Т. А. Гофмана (роман «Эликсиры Сатаны», новелла «Песочный человек»), Мэри Шелли (готический роман «Франкенштейн»), а также американцев Эдгара По и Натаниэля Готорна. В США бастионом тёмного романтизма считалась Новая Англия.
Томпсон в своей работе подчёркивает, что, в отличие от оптимизма таких писателей, как Эмерсон, «тёмные романтики адаптировали образы антропоморфированного зла в виде Сатаны, чертей, призраков, оборотней, вампиров и гулей». В отличие от перфекционистской убеждённости трансцендентализма, тёмный романтизм подчёркивает демонизм, склонность человека к ошибкам, греху и самоуничтожению, а также трудности, связанные с попытками осуществления социальных реформ.
Хотя англоязычный термин в большей степени употребляется применительно к творчеству писателей Новой Англии XIX века, элементы тёмного романтизма отмечаются в литературе и искусстве других регионов и временных периодов.